# Aimé-Henry Résal
Aimé-Henry Résal ou Henry Résal, né Amé-Hanry Résal, est un ingénieur français né à Plombières dans les Vosges le 27 janvier 1828, mort le 22 août 1896 à Annemasse.

## Biographie
Après en avoir été l'élève, il est professeur de mécanique à l'École polytechnique. Pendant la Révolution de 1848, il fait partie d'un bataillon du général Mellinet qui empêche la foule d'incendier le château de Versailles.
En 1855, il devient professeur à la faculté de Besançon. Dans son traité consacré à la cinématique, Cinématique pure (1862), il distingue nettement cette branche de la mécanique de la théorie des machines et de la dynamique. Il développe le concept de mouvement plan sur plan, formalise la structure du champ de vitesse et d'accélération des points d'un corps rigide (avec la notion d'« axe instantané »), montre son application à la théorie des courbes enveloppes, énonce le théorème du moment cinétique et établit des théorèmes de réciprocité des accélérations dans le mouvement gyroscopique. Ses travaux sur ce point seront repris par Paul Appell et Élie Cartan (méthode du repère mobile). Poursuivant une idée d'Abel Transon, il développe au dernier chapitre de cet ouvrage une théorie de la suraccélération. Il a mené des travaux théoriques et des expérimentaux sur l'horlogerie, travaux qui, avec ceux d'Édouard Phillips, ont contribué à faire progresser l'horlogerie de précision.
Il est élu membre de l'Académie des sciences en 1873.
Aimé Henry Résal est ancien élève de l'École polytechnique et membre du Corps des mines. Il est le père de Jean Résal, ingénieur des ponts, concepteur de nombreux ponts en France.

## Principaux ouvrages
- Cinématique pure sur Google Livres, Paris, Mallet-Bachelier, 1862, 412 p.
- Statistique géologique, minéralogique et minéralurgique des départements du Doubs et du Jura (1854)
- Traité de mécanique céleste sur Google Livres (1865)
- Traité de mécanique générale (7 vol., 1872-1880)
- Traité de physique mathématique (1888)
- Mécanique générale

### Articles
- « Mémoire sur le problème de la rotation des corps solides », dans Recueil des actes de l'Académie des sciences, belles-lettres et arts de Bordeaux, 1858, 20e année, p. 367-399 (lire en ligne)